# 史素
史素（15世紀—15世紀），山西平陽府霍州人，明朝政治人物。

## 生平
史素是宣德四年舉人史濡之子，正統九年（1444年）甲子科山西鄉試舉人，景泰五年（1454年）授易州知州，調薊州知州，任內平均徭役、興辦學校，成化二年（1466年）由吏部提出賜誥敕旌異，陞南陽知府，改任鎮江知府，勤政愛民，又教育當地士子，上奏恢復民田、修繕堤防，嚴行祭祀，每事親力親為。

## 引用
1. 1 2  光緒《直隸霍州志·卷二十三·人物》：史素，【宣德四年舉人】濡之子，正統甲子舉人，累官鎮江府知府，政尚循良心、存剛介，四任大郡一節不移，課生徒以育才，平賦役以惠下，不阿權貴，奏復民田，善畜隄防，治多美利。
2. ↑  乾隆《直隸易州志·卷十二·職官》：知州……明……景泰……史素 山西霍州人，舉人，五年任
3. ↑  道光《薊州志·卷七·名宦志》：史素，山西人勤慎有為，多所營建，均平徭役、作興學校，百姓賴之，後陞知府。
4. ↑  《明憲宗純皇帝實錄·卷三十二》：（成化二年七月丁丑）吏部言各處巡撫巡按等官奏保府州縣正佐等官陝西西安府知府余子俊等四十八員廉能公正，撫字勤勞，乞賜誥敕旌異……薊州知州史素……
5. ↑  嘉慶《南陽府志·卷四·秩官》：知府 明……史素 霍州人舉人
6. ↑  乾隆《鎮江府志·卷三十四·名宦下》：史素，山西霍州人，成化十年守郡，高才博識、愛民節用，尤嚴祀典，郡中壇壝蕪穢銳意修築，躬親督視，一切處官事如家。